# Tsot'ne K'ap'anadze
Tsot'ne K'ap'anadze (in georgiano ცოტნე კაპანაძე?; Tbilisi, 30 agosto 2001) è un calciatore georgiano, difensore del DAC Dunajská Streda.

## Carriera

### Club
Kapanadze è cresciuto nel Saburtalo Tbilisi. Nel 2018 è stato ceduto in prestito per due anni al Rustavi con cui ha debuttato il 19 settembre contro il T'orp'edo Kutaisi in Sakartvelos tasi. Quattro giorni più tardi ha esordito anche in Erovnuli Liga nella trasferta sul campo del Dila Gori.
Nel 2020 ha giocato in prestito alla Lok’omot’ivi Tbilisi e l'anno successivo è stato prestato al Telavi per due stagioni, dove ha complessivamente giocato 60 incontri fra campionato e coppa nazionale. Il 1º febbraio 2023 ha fatto ritorno al Saburtalo Tbilisi che lo ha confermato in squadra in vista della stagione 2023 di Erovnuli Liga.

### Nazionale
Ha giocato nelle nazionali giovanili georgiane Under-17, Under-18 ed Under-19.
Il 15 giugno 2023 è stato convocato dalla nazionale Under-21 georgiana per il Campionato europeo.

## Statistiche

### Presenze e reti nei club
Statistiche aggiornate al 23 giugno 2023.
| Stagione        | Squadra              | Campionato      | Campionato | Campionato | Coppe nazionali | Coppe nazionali | Coppe nazionali | Coppe continentali | Coppe continentali | Coppe continentali | Altre coppe | Altre coppe | Altre coppe | Totale | Totale |
| Stagione        | Squadra              | Comp            | Pres       | Reti       | Comp            | Pres            | Reti            | Comp               | Pres               | Reti               | Comp        | Pres        | Reti        | Pres   | Reti   |
| --------------- | -------------------- | --------------- | ---------- | ---------- | --------------- | --------------- | --------------- | ------------------ | ------------------ | ------------------ | ----------- | ----------- | ----------- | ------ | ------ |
| 2018            | Rustavi              | EL              | 1          | 0          | CG              | 1               | 0               |                    | -                  | -                  |             | -           | -           | 2      | 0      |
| 2019            | Rustavi              | EL              | 32+1       | 0          | CG              | 3               | 0               |                    | -                  | -                  |             | -           | -           | 36     | 0      |
| Totale Rustavi  | Totale Rustavi       | Totale Rustavi  | 34         | 0          |                 | 4               | 0               |                    | -                  | -                  |             | -           | -           | 38     | 0      |
| 2020            | Lok’omot’ivi Tbilisi | EL              | 7          | 0          | CG              | 0               | 0               |                    | -                  | -                  |             | -           | -           | 7      | 0      |
| 2021            | Telavi               | EL              | 26         | 0          | CG              | 0               | 0               |                    | -                  | -                  |             | -           | -           | 26     | 0      |
| 2022            | Telavi               | EL              | 32         | 0          | CG              | 2               | 0               |                    | -                  | -                  |             | -           | -           | 34     | 0      |
| Totale Telavi   | Totale Telavi        | Totale Telavi   | 58         | 0          |                 | 2               | 0               |                    | -                  | -                  |             | -           | -           | 60     | 0      |
| 2023            | Saburtalo Tbilisi    | EL              | 16         | 0          | CG              | 0               | 0               |                    | -                  | -                  |             | -           | -           | 16     | 0      |
| Totale carriera | Totale carriera      | Totale carriera | 115        | 0          |                 | 6               | 0               |                    | -                  | -                  |             | -           | -           | 121    | 0      |

## Palmarès

### Competizioni nazionali
- Coppa di Georgia: 1

Saburtalo Tbilisi: 2023
- Campionato georgiano: 1

Iberia 1999: 2024